# 557 aC

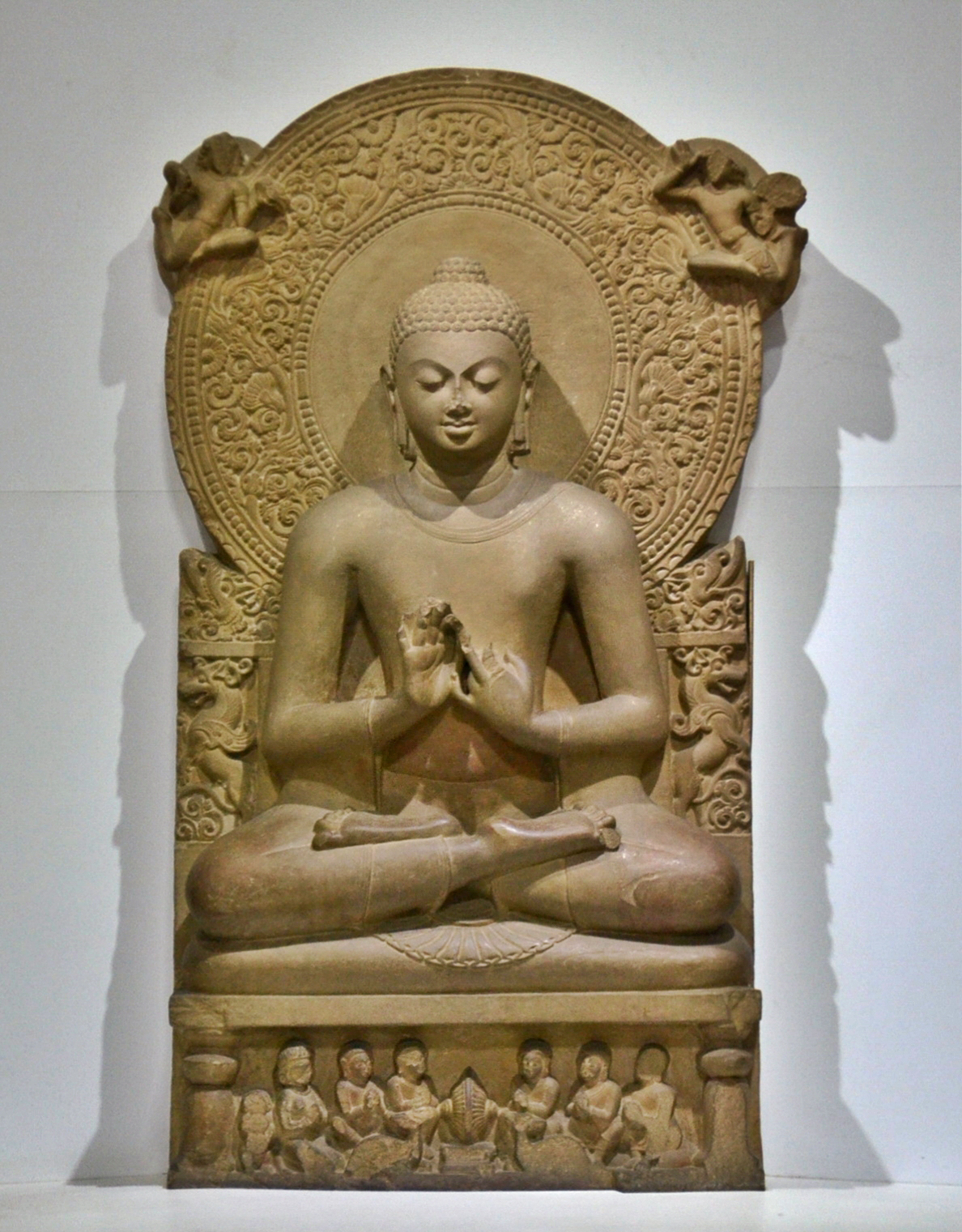
Buddha al museu Sarnath

L'any 557 aC es un any del calendari gregorià. En l'Imperi Romà havia estat conegut com l'any 197 Ab urbe condita. La denominació de 557 aC per aquest any ha estat utilitzada des de principis de l'edat mitjana, quan es va establir l'era del calendari de l'Anno Domini per denominar els anys.

## Esdeveniments

### Europa
- L'illa grega de Santorí pateix una erupció volcànica.[1]

### Proper orient
- El 19 de maig, els perses assetgen la ciutat de Larisa (Nimrud) però no aconsegueixen capturar-la ja que desisteixen degut a un eclipsi solar.[2]
- Labashi-Marduk esdevé emperador de Babilònia, succeïnt a Neriglissar.[3]

## Naixements
- Siddharta Gautama, també conegut com Buddha (any aproximat).[4]